# Alfredo Prada
Alfredo Prada Presa (León, 28 de agosto de 1959) es un político español del Partido Popular.

## Biografía
Licenciado en Derecho por la Universidad de León, se inicia en la política en la década de 1980. Tras ingresar en Nuevas Generaciones de Alianza Popular, accede a distintos cargos del partido en su provincia natal, hasta alcanzar en 1986 el puesto de presidente provincial. En 1993 es elegido senador por la circunscripción de León.
Mantiene su escaño hasta que en noviembre de 2003 es nombrado vicepresidente segundo y consejero de Justicia e Interior de la Comunidad de Madrid. Ese mismo año es pregonero del Carnaval de La Bañeza. Mantiene el cargo hasta 2008.
Tras su salida del Gobierno de Esperanza Aguirre saltó a los medios de comunicación como una de las posibles víctimas del caso de espionaje político en la Comunidad de Madrid.
En las elecciones generales de 2011, consigue un escaño en el Congreso de los Diputados por León.
Recuperado para el Comité Ejecutivo Nacional del PP por Pablo Casado, en marzo de 2019 el juez de la Audiencia Nacional José de la Mata le citó a declarar como imputado en la causa que investiga las irregularidades del proyecto del Campus de la Justicia de Madrid. En septiembre de 2024 la Audiencia Nacional condenó a Prada a siete años de cárcel por un delito continuado de prevaricación y malversación agravada, así como a indemnizar a la Comunidad de Madrid junto a otros cooperadores necesarios de dichos delitos, conjunta y solidariamente, con cerca de 40,5 millones de euros.

## Cargos desempeñados
- Senador por la provincia de León (1993-2003).
- Vicepresidente primero del Senado (2000-2003).
- Vicepresidente segundo de la Comunidad de Madrid (2003-2008).
- Consejero de Justicia e Interior de la Comunidad de Madrid (2003-2008).
- Diputado por León en el Congreso de los Diputados (desde 2011).